# Adore (Cashmere Cat)
Adore è un singolo del DJ e produttore norvegese Cashmere Cat, realizzato con la cantante statunitense Ariana Grande e pubblicato nel 2015.
La canzone è stata scritta da Kenneth "Babyface" Edmonds, Jeremih Felton, Magnus August Hoiberg, Benjamin Levin, Peder Losnegard, Ammar Malik e Darryl Simmons.

## Tracce
Testi e musiche di Kenneth Edmonds, Jeremih Felton, Magnus August Hoiberg, Benjamin Levin, Peder Losnegard, Ammar Malik e Darryl Simmons.
Download digitale
1. Adore – 3:35

## Classifiche
| Classifica (2015) | Posizione massima |
| ----------------- | ----------------- |
| Stati Uniti       | 93                |